# 4. bosansko-hercegovski pehotni polk (Avstro-Ogrska)
Za druge 4. polke glejte 4. polk.
4. bosansko-hercegovski pehotni polk (izvirno nemško Bosnisch-Hercegovinisches Infanterie Regiment Nr. 4) je bil pehotni polk k.u.k. Heera.

## Zgodovina
Polk je bil ustanovljen leta 1894. 

### Prva svetovna vojna
Polkovna narodnostna sestava leta 1914 je bila sledeča: 95% Bošnjakov in 5% drugih. Naborni okraj polka je bil v Mostarju, pri čemer so bile polkovne enote garnizirane sledeče: Trst (štab, I., II. in IV. bataljon) in Mostar (III. bataljon).
Med prvo svetovno vojno se je polk bojeval tudi na soški fronti. Tako je sodeloval tudi v edini avstro-ogrsko-nemški ofenzivi na soški fronti.
Natančno število vojakov v polku ni znano, jih je pa bilo nekaj sto, verjetno okoli 500.
V sklopu t. i. Conradovih reform leta 1918 (od junija naprej) je bilo znižano število polkovnih bataljonov na 3.

## Organizacija
1918 (po reformi)
- 1. bataljon
- 2. bataljon
- 4. bataljon

## Poveljniki polka
- 1908: Rudolf Vuković de Podkapelski[7]
- 1914: Anton Klein[1]